# 瑟普赖斯·莫里里
索派斯·莫路摩寧·莫尼利（Surprise Mohlomolleng Moriri，1980年3月20日—），南非职业足球运动员，现效力馬摩洛迪落日。

## 國際賽生涯
莫尼利在2003年10月8日友谊赛对莱索托的賽事首次亮相。
他在洲国家杯预选赛3-0勝乍德取得了第一个國際賽進球。
他亦出席過2008年非洲国家杯。

## 連絡
- 瑟普赖斯·莫里里在National-Football-Teams.com的資料